# José Tancredi
José Tancredi, vollständiger Name José Luis Tancredi Malatez, (* 14. Februar 1983 in Montevideo) ist ein uruguayischer ehemaliger Fußballspieler.

## Karriere

### Verein
Der 1,72 Meter große Mittelfeldspieler Tancredi stand in der Spielzeit 2004 bis Jahresende 2008 bei Bella Vista unter Vertrag. Für die Montevideaner bestritt er in der Saison 2008/09 23 Partien in der Primera División und schoss fünf Tore. Anschließend wurde er bis Mitte September 2009 an den kolumbianischen Verein Cúcuta Deportivo ausgeliehen. Zehnmal (kein Tor) kam er dort in der Primera A zum Einsatz. Nachdem er zu Bella Vista zurückgekehrt war, ist im Jahr 2010 ein Engagement bei Universidad Tecnológica Equinoccial in der ecuadorianischen Serie B für ihn verzeichnet, bei dem er zwei Treffer bei drei Ligaeinsätzen erzielte. Bella Vista gab Tancredi schließlich Ende Juli 2010 an Deportes Quindío in Kolumbien ab. Den Klub verließ er in den ersten Januartagen 2011, nachdem er sechsmal (kein Tor) in der Primera A eingesetzt worden war. Auf Leihbasis verpflichtete ihn nun der Millonarios FC. 57-mal lief er für den Verein aus Bogotá während dieser Mitte 2013 endenden Karrierestation in der Liga auf und traf siebenmal ins gegnerische Tor. Zudem stehen acht Spiele (kein Tor) in der Copa Sudamericana 2012, zwei Partien (kein Tor) in der Copa Libertadores 2013, eine (kein Tor) im Super Cup und 20 Begegnungen (fünf Tore) in der Copa Colombia für ihn zu Buche. Die Copa Colombia gewann sein Klub im Jahr 2011. 2012 entschied seine Mannschaft auch die Wertung der Clausura zu ihren Gunsten. In der zweiten Jahreshälfte 2013 absolvierte er 15 Partien (drei Tore) in der Primera A für Patriotas Boyacá. Ab 4. Januar 2014 setzte er seine Laufbahn in Venezuela bei Deportivo Táchira fort. Fortan bestritt er 30 Begegnungen (drei Tore) der Primera División, bis er Mitte Januar 2015 vom uruguayischen Erstligisten Club Atlético Cerro verpflichtet wurde. In der Saison 2014/15 wurde er bei dem Verein aus Montevideo 12-mal (ein Tor) in der Primera División eingesetzt. Anfang Juli 2015 schloss er sich dem chilenischen Verein CD Magallanes an. Dort lief er in 22 Spielen (vier Tore) der Primera B und vier Partien (kein Tor) der Copa Chile auf. Im Juli 2016 wechselte er zum uruguayischen Erstligisten Racing Club und traf in der Saison 2016 zweimal bei 15 Erstligaeinsätzen. Mitte Januar 2017 verpflichtete ihn erneut der Club Atlético Cerro. Nach 21 Erstligaeinsätzen (zwei Tore) und zwei absolvierten Partien (kein Tor) in der Copa Libertadores 2017 schloss er sich im Juli 2017 dem Club San José aus Bolivien an.

### Erfolge
- Copa Colombia: 2011